# 東花園站 (日本)

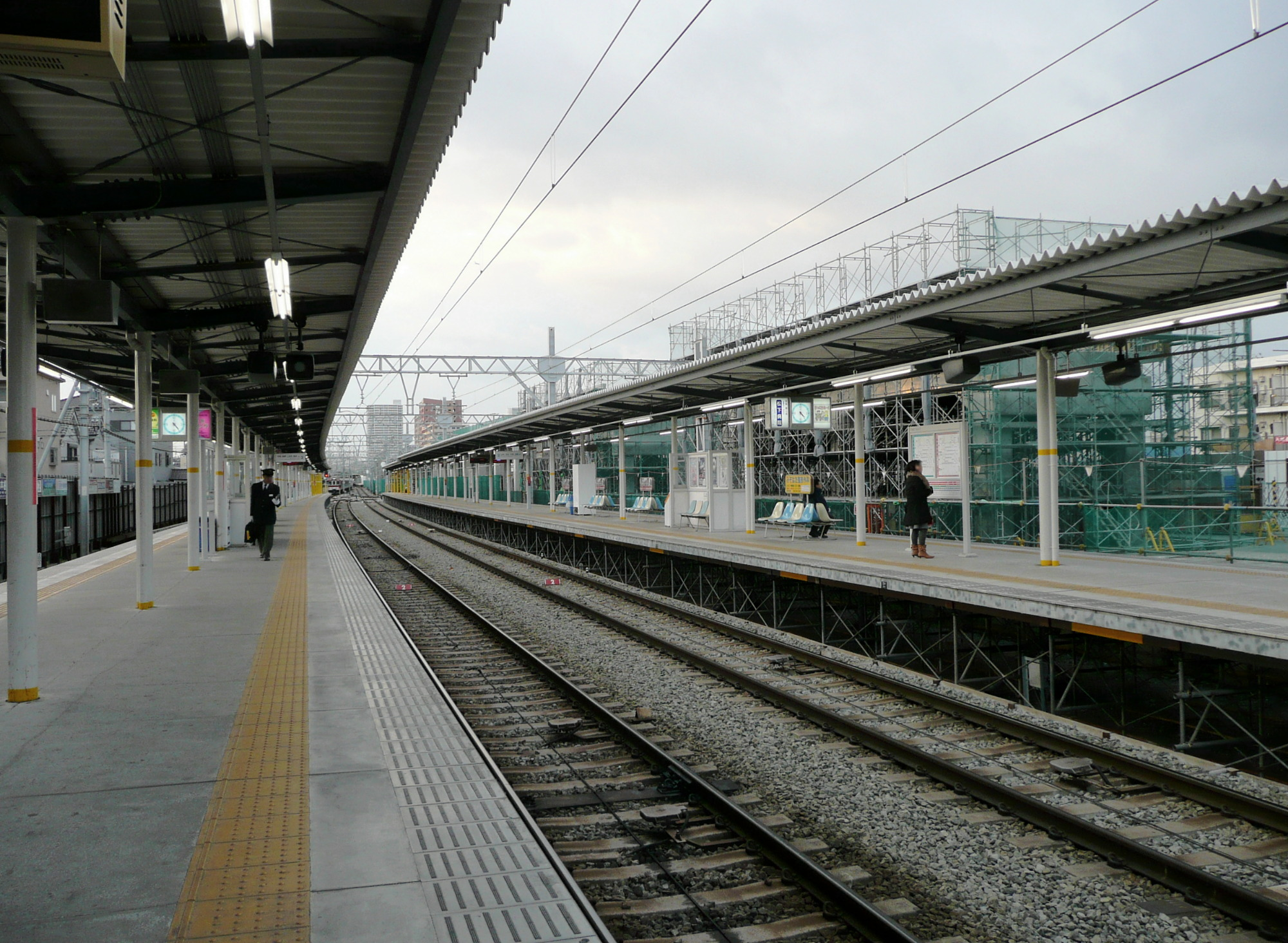
在車站高架化工程時設置的臨時月台

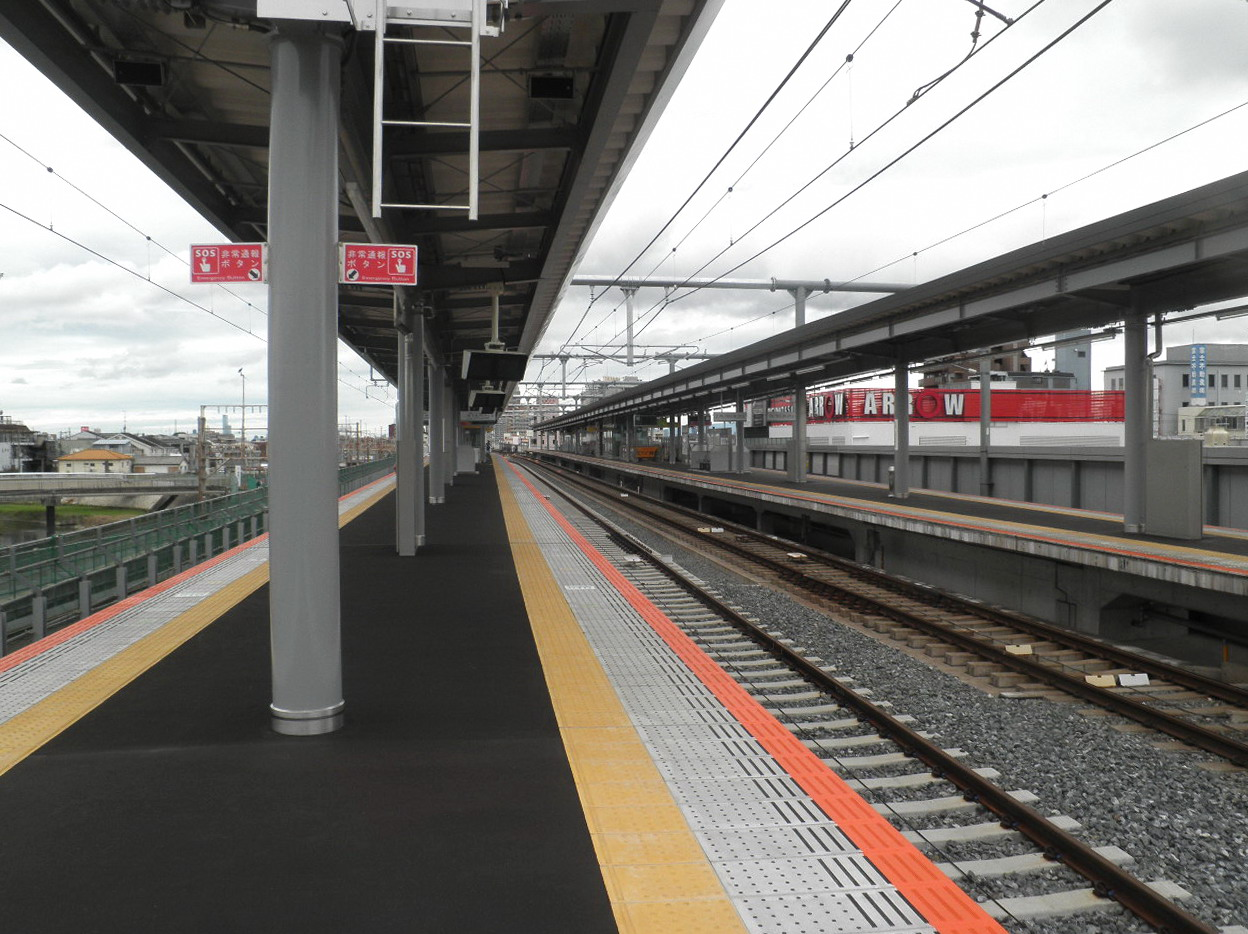
高架化後的月台

東花園站（日语：／ Higashi hanazono eki */?）是位於大阪府東大阪市吉田六丁目，近畿日本鐵道（近鐵）的奈良線車站。車站編號為「A12」。副站名為花園欖球場前。為東大阪市花園橄欖球場（前近鐵花園橄欖球場）最近的車站。

## 歷史
- 1929年（昭和4年）11月22日 - 在花園欖球場啟用當日，大阪電氣軌道花園（現時為河內花園）至瓢簞山之間開設欖球運動場前站[1]。當時設定為臨時車站，在進行活動時營業。
- 1941年（昭和16年）3月15日 - 大阪電氣軌道與参宮急行電鐵合併，關西急行鐵道成立[1]。
- 1944年（昭和19年）6月1日 - 關西急行鐵道與南海鐵道（為南海電氣鐵道的前身）合併，成為近畿日本鐵道的車站[1]。
- 在戰時，車站曾暫停營業[2]。
- 1950年（昭和25年）12月10日 - 臨時站改名為欖球場前站，並重啟車站[3]。
- 1967年（昭和42年）
  - 9月1日 - 車站改名為東花園站[2][3]。
  - 9月29日 - 東花園車廠落成[2]。
  - 12月20日 - 車站變成一般車站[2]。
- 2005年（平成17年）
  - 4月27日 - 由於開始進行高架化工程，上行線設置臨時月台。
  - 12月5日 - 下行線設置臨時月台。
- 2006年（平成18年）3月21日 - 設定為準急和區間準急停車站。
- 2007年（平成19年）4月1日 - 車站可以使用PiTaPa[4]。
- 2010年（平成22年）5月30日 - 下行線的高架化工程完成。
- 2014年（平成26年）9月21日 - 上行線的高架化工程完成，整座車站高架化。營業距離改為5.8公里（起點為布施站）[5]。
- 2015年（平成27年）4月1日 - 由於花園欖球場的擁有權轉移，副站名由「近鐵花園欖球場前」改為「花園欖球場前」。

## 車站構造
車站為設有2面4線的島式月台。為一座高架車站。月台可容納10卡車廂。在地面車站的時代，設有車站平交道。

### 月台
| 月台 | 路線   | 上下行 | 方向                          |
| ---- | ------ | ------ | ----------------------------- |
| 1、2 | 奈良線 | 下行   | 大和西大寺、奈良方向 京都方向 |
| 3、4 | 奈良線 | 上行   | 大阪難波、尼崎、神戶三宮方向  |

2號和4號月台為主本線，1號和3號月台為待避線。此外，3號月台可向奈良方向出發。

## 特徵

### 停站列車
- 此站為準急和區間準急的定期停車站，區間準急在此站至近鐵奈良站之間各站停車[6]。
  - 在2006年3月21日時間表修正前，在當舉行活動時，準急列車在部分時段臨時停車。在修正後設定為準急停車站，準急的臨時停車站廢止。此外在2006年前，在舉行大規模比賽時，在考試時段與前後，快速急行、急行將臨時停車[7]。
- 奈良線多班普通列車會在此站折返。
  - 在大阪方向中，日間設有普通列車在此站折返，在該時段中，區間準急與普通列車可互相轉乘[6]。
  - 在奈良方面中，晚間設有數班在此站為終點站的普通列車，早上設有數班在此站為起點站的普通列車[6]。
- 在1992年前，在平日早上繁忙時間，在跨越此站的普通列車中，若是6卡編成的時候，往近鐵難波（當時）方向會增結2卡車廂，返方向則分離2卡車廂（在當年前，枚岡站、額田站的月台只可容納4卡車廂。詳情參閱1988年起之近畿日本鐵道時間表的變更（日语：1988年からの近畿日本鉄道ダイヤ変更））。

### 設備、營業上
- 此站設有站長，管理若江岩田站至石切站之間各站[8]。此外，車站設有站長室與營業所[9]。
- 車站設有櫃臺售賣特急票及定期票（只於早上和黃昏部分時段）[9]。
- 車站設有可使用PiTaPa、ICOCA的自動閘機（日语：自動改札機）和自動補票機（日语：自動精算機）（可支援回數（日语：回数乗車券）卡及IC卡，以及IC卡增值功能）。

### 連續交通立體化工程

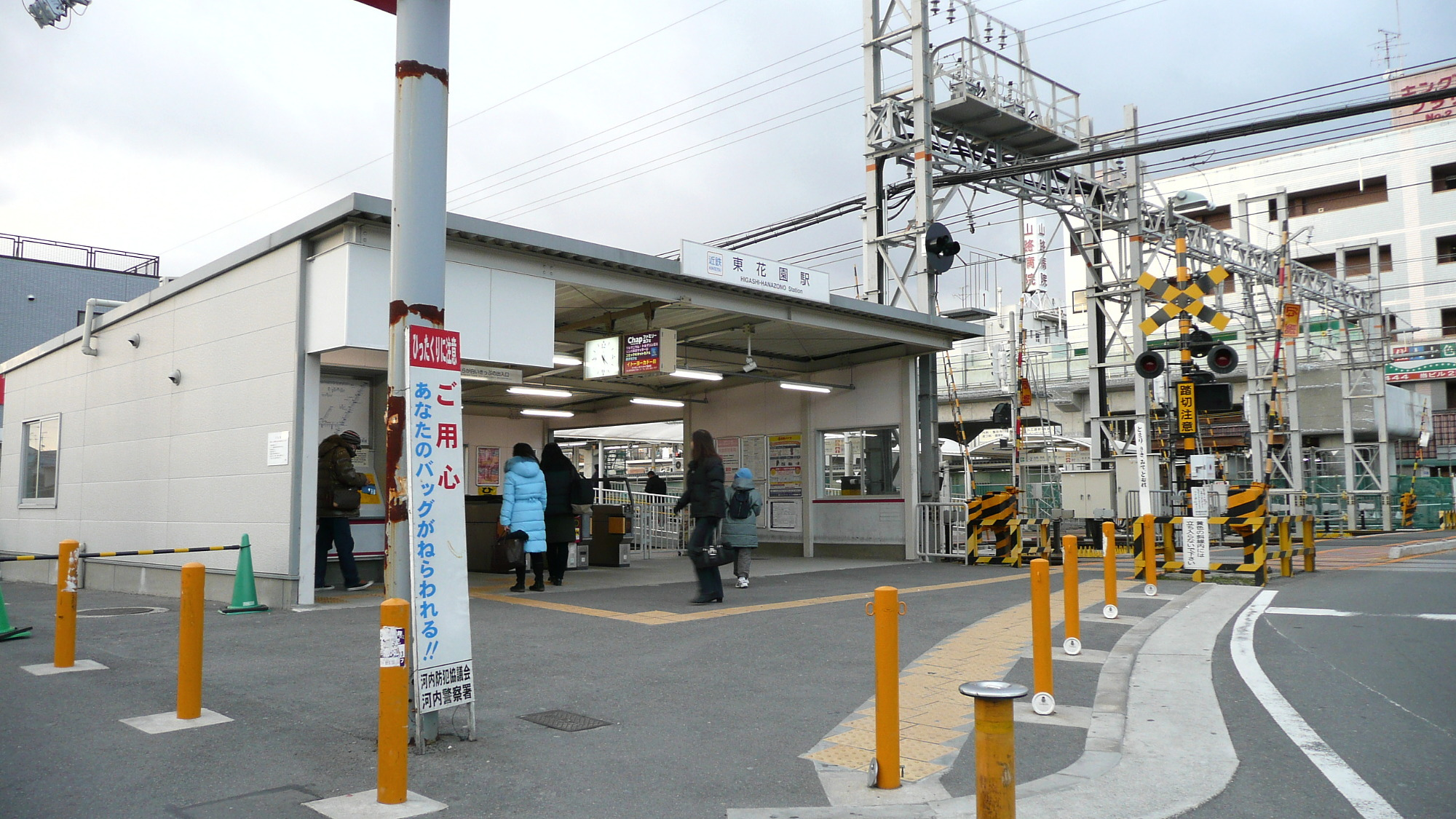
車站高架化工程中的南出口臨時車站大堂

關於鐵路高架化工程，此站於2005年4月16日開始工程，首先是上行月台進行遷移，在車站西邊（近難波方向）設置臨時車站和臨時月台，在同年12月4日下行月台也遷移至臨時車站。在當時，使車站距離河內花園站較近。在2010年5月30日後，下行月台（1、2號月台）的高架化工程完成，臨時月台同日廢止，設有鐵絲網圍封，在2014年9月21日，上行月台（3、4號月台）也完成工程。在車站高架化後，車站出入口設有欖球裝飾品，以標示附近設有花園橄欖球場。
此外，在高架化後，新的月台可容納10卡車廂，使在舉行欖球比賽時，使用最多10卡編成的快速急行列車可以臨時停此站。

## 使用狀況
在2018年11月13日統計，當日的上下車人次為19,107人。
在2006年3月前，原則上只有普通列車停車，在八戶之里至瓢簞山之間，為最少乘客使用的車站。由於月台延長了，使準急列車可在此站停車。
近年1日上下車、上車人次如下表。
| 年度               | 調查日   | 調查日     | 調查日   | 1日平均 上車人次 | 來源   |
| 年度               | 調查日   | 上下車人次 | 上車人次 | 1日平均 上車人次 | 來源   |
| ------------------ | -------- | ---------- | -------- | ---------------- | ------ |
| 1990年（平成02年） | 11月06日 | 16,450     | 8,167    | 9,420            | [ 12 ] |
| 1991年（平成03年） | -        | -          | -        | 9,528            |        |
| 1992年（平成04年） | 11月10日 | 15,588     | 7,863    | 9,309            | [ 13 ] |
| 1993年（平成05年） | -        | -          | -        | 9,285            |        |
| 1994年（平成06年） | -        | -          | -        | 9,194            |        |
| 1995年（平成07年） | 12月05日 | 15,762     | 7,883    | 9,138            | [ 14 ] |
| 1996年（平成08年） | -        | -          | -        | 8,979            |        |
| 1997年（平成09年） | -        | -          | -        | 8,558            |        |
| 1998年（平成10年） | 11月10日 | 14,787     | 7,265    | 8,087            | [ 15 ] |
| 1999年（平成11年） | -        | -          | -        | 7,911            |        |
| 2000年（平成12年） | 11月07日 | 13,247     | 6,762    | 7,617            | [ 16 ] |
| 2001年（平成13年） | -        | -          | -        | 7,400            |        |
| 2002年（平成14年） | -        | -          | -        | 7,262            |        |
| 2003年（平成15年） | 11月11日 | 12,102     | 6,021    | 7,277            | [ 17 ] |
| 2004年（平成16年） | -        | -          | -        | 7,112            |        |
| 2005年（平成17年） | 11月08日 | 12,931     | 6,348    | 7,066            | [ 18 ] |
| 2006年（平成18年） | -        | -          | -        | 8,560            |        |
| 2007年（平成19年） | -        | -          | -        | 9,008            |        |
| 2008年（平成20年） | 11月18日 | 16,084     | 8,097    | 9,127            | [ 19 ] |
| 2009年（平成21年） | -        | -          | -        | 9,100            |        |
| 2010年（平成22年） | 11月09日 | 16,057     | 8,136    | 9,107            | [ 20 ] |
| 2011年（平成23年） | -        | -          | -        | 9,000            |        |
| 2012年（平成24年） | 11月13日 | 16,588     | 8,412    | 9,067            | [ 21 ] |
| 2013年（平成25年） | -        | -          | -        | 9,282            |        |
| 2014年（平成26年） | -        | -          | -        | 9,076            |        |
| 2015年（平成27年） | 11月10日 | 17,841     | 8,979    | 9,437            | [ 22 ] |
| 2016年（平成28年） | -        | -          | -        | 9,668            |        |
| 2017年（平成29年） | -        | -          | -        | 9,675            |        |
| 2018年（平成30年） | 11月13日 | 19,107     |          |                  |        |

## 車站周邊
- 東大阪市花園橄欖球場
- 花園中央公園（日语：花園中央公園）
- 近鐵東花園檢車區、東花園車廠（日语：東花園検車区）
- KINSHO超級市場（日语：近商ストア）東花園店
- Sundi（日语：サンディ (チェーンストア)）東花園店
- 東大阪吉田郵局
- 尼崎信用金庫（日语：尼崎信用金庫）東大阪分店
- 大阪城市信用金庫（日语：大阪シティ信用金庫）東花園分店
- 大阪府立花園高等學校（日语：大阪府立花園高等学校）

## 巴士路線
此站曾設有由近鐵巴士營運的巴士路線，經吉田站前往加納工業團地（循環線）。現時改為吉田站來往鄰站河內花園站。
此外在2018年10月上旬，近鐵巴士預定把所有在鄰站瓢簞山站出發的巴士路線均遷移至此站北出口，但是由於需時商討在此站的迴旋路事而，遷移計劃延期。在達成協議後，在2019年11月1日，終於把所有路線由瓢簞山站出發，遷移至此站，延遲了1年1個月。同日起，再度設有巴士路線於東花園站出發。
以下為巴士站重用時，近鐵巴士的巴士路線。
- 40號（四條畷線（日语：近鉄バス枚岡営業所））：往四条畷（經新石切站前、石切神社前（日语：石切剣箭神社）、產業大學前）
- 30號（四条畷線）：往住道站前（在產業大學前巴士站前與40號同路）
- 42號（四条畷線）：往產業大學前
- 43號（四条畷線）：往枚岡車廠（日语：近鉄バス枚岡営業所）
- 20號（東花園線（日语：近鉄バス八尾営業所））：往山本站前
- 01號（經法大線（日语：近鉄バス枚岡営業所））：往大阪經濟法科大學 （實際上是該大學的校車，但在近鐵巴士官式網站上沒有記載此巴士路線）

## 相鄰車站
近畿日本鐵道
 奈良線
■快速急行、■急行
通過（但是當東大阪市花園橄欖球場舉行大型比賽時，部分列車臨時停車）
■準急
河內小阪（A08）－東花園（A12）－石切（A16）
■區間準急（此站起往瓢箪山方向各站停車）
河內小阪（A08）－東花園（A12）－瓢簞山（A13）
■普通
河內花園（A11）－東花園（A12）－瓢簞山（A13）

## 外部連結
- 東花園 - 近畿日本鐵道